# هنر تحریم‌ها
هنر تحریم‌ها: نگاهی از درون میدان (به انگلیسی: The Art of Sanctions: A View from the Field) کتابی است به نوشته ریچارد نفیو که در سال ۲۰۱۷ منتشر شده‌است. این کتاب، نقش تحریم‌ها را به عنوان یک ابزار سیاست خارجی مورد بحث قرار می‌دهد. نفیو در مورد اهداف به تحریم‌ها بر پایه دو عامل مهم بحث می‌کند: درد و استقامت. زمانی که تحریم‌ها حداکثر اثربخشی را در اعمال درد علیه یک هدف به دست آوردند، ممکن است عزم مهمی از طرف هدف برای مقاومت، تحمل یا غلبه بر این درد داشته باشند. نویسنده بر این باور است که حداکثر اثربخشی تحریم‌ها توانسته برجام را به ارمغان بیاورد.
ریچارد نفیو از ۱ فوریه ۲۰۱۵، استاد معین و پژوهشگر ارشد و مدیر برنامه در مرکز سیاست جهانی انرژی دانشگاه کلمبیا است. او همچنین به‌عنوان کارشناس ارشد تحریم‌های اقتصادی برای تیم مذاکره‌کننده آمریکا با ایران بین اوت ۲۰۱۳ تا دسامبر ۲۰۱۴ خدمت می‌کرد. این کتاب از زمان انتشار به عنوان یک راهنما در میان سیاستمداران سطح بالای ایالات متحده مورد استفاده قرار گرفته‌است. این کتاب در اواسط سال ۲۰۱۸ در ایران توسط مرکز پژوهش‌های مجلس به فارسی ترجمه شد.

## محتوا
دولت‌ها، سازمان‌های بین‌المللی و ملت‌ها به‌طور فزاینده ای به تحریم‌ها به عنوان یک ابزار سیاست خارجی روی می‌آورند. اگر تحریم‌ها بدون استراتژی مشخص استفاده شوند، کارایی خود را از دست خواهند داد و رفتار نهاد هدف را تغییر می‌دهند. کتاب هنر تحریم‌ها مجموعه‌ای از اقدامات را ارائه می‌دهد که می‌تواند کارایی تحریم‌ها را بهبود بخشد، مانند چارچوبی برای برنامه‌ریزی و اعمال تحریم‌ها.
ریچارد نفیو تحریم را ابزاری استراتژیک در سیاست خارجی آمریکا معرفی می‌کند و آن را هنری توصیف می‌کند که اثربخشی آن به خلاقیت تصمیم گیرندگان و دستکاری آنها در استفاده از ابزارهای اقتصادی، اجتماعی و سیاسی بستگی دارد. او می‌گوید که باید صادرات بسیاری از کالاهای اساسی و مهم به کشور هدف را ممنوع کرد ولی اجازه واردات کالاهای لوکس را داد تا «به احساسات اجتماعی کشور هدف ضربه زد». به عنوان مثال، افزایش قیمت مرغ در ایران، کالایی که تحریم نشده، فشار تحریم‌ها را در بین ایرانیان افزایش داد یا صادرات برخی کالاها به ایران، ذخایر ارزی ایران را تخلیه کرد.
درد و استقامت دو متغیر کلیدی تحریم هستند. رابطه بین توانایی یک هدف برای حل درد و فشار تحریم‌ها مهمترین عامل برای سیاستمداران است. نفیو معتقد است که اثربخشی تحریم‌ها بر استفاده از درد در مقابل یک هدف بستگی دارد، در حالی که هدف ممکن است تصمیم به استقامت، رفع، مقاومت یا غیرفعال کردن این درد بگیرد.. یافتن نقش درد و استقامت در استفاده موفقیت‌آمیز و انسانی از تحریم‌ها مهم است. در نظر گرفتن این دو عامل و یافتن حساسیت آنها در طول دوره تحریم به سیاستگذاران یا سیاستمداران کمک می‌کند تا فشار تحریم را تعدیل، کاهش یا حذف کنند.
ریچارد نفیو در این کتاب دربارهٔ شکست استراتژی تحریم‌های آمریکا علیه ایران می‌نویسد: «آمریکایی‌ها پس از اعمال تحریم‌های فعال (بین سال‌های ۱۹۹۶ تا ۲۰۰۴) دریافتند که علاوه بر نفت و گاز، صنایعی مانند پتروشیمی، خودرو و کالاهای مصرفی بیشتر از همه تحت تأثیر تحریم‌ها قرار گرفته‌اند. بر این اساس، در سال ۲۰۱۰ تحریم‌هایی علیه پتروشیمی ایران اعمال شد که شامل واردات بنزین به ایران نیز می‌شد، اما این استراتژی خیلی زود شکست خورد، زیرا ایرانی‌ها شروع به بهینه‌سازی مصرف سوخت کردند که منجر به کاهش مصرف شد. همچنین تولید سوخت (بنزین و گازوئیل) را در پالایشگاه‌های خود افزایش دادند. از این طریق موفق می‌شوند استراتژی تحریم پتروشیمی و گاز را دور بزنند.»

## بازتاب‌ها
دنیل فراید، دیپلمات سابق ایالات متحده، در مورد این کتاب می‌نویسد؛ «نفیو کتابی کاربردی در مورد تحریم نوشته‌است. هرکسی که نگران کره شمالی، روسیه و ایران است، باید این کتاب را بخواند.»
رابرت آینهورن، مشاور ارشد سابق دفتر «منع گسترش سلاح‌های هسته ای» وزارت امور خارجه ایالات متحده و یکی از اعضای نهاد بروکینگز، می‌نویسد: «نفیو با توجه به تجربیات خود به عنوان یک مذاکره کننده آمریکایی و ارائه دهنده طرح تحریم‌ها، کتاب جالبی نوشته‌است. تحریم‌ها به ابزاری حیاتی برای سیستم سیاست خارجی ایالات متحده تبدیل شده و این کتاب باید توسط کارشناسانی که در زمینه کره شمالی، ایران و روسیه کار می‌کنند خوانده شود. این کتاب یک راهنمای عالی برای [کسانی] است که می‌خواهند تحریم‌هایی را علیه کشورهایی که امنیت ملی ما را نیز به چالش می‌کشند، ایجاد کنند.»
دنیس راس، مشاور باراک اوباما، می‌نویسد: «دیدگاه‌ها و نتیجه‌گیری‌های نفیو بسیار ارزشمند است و می‌تواند به بسیاری از سیاست گذاران نیز کمک کند».